# سوندسوال ۶۷۹۶
سیارک ۶۷۹۶ (به انگلیسی: 6796 Sundsvall، نامگذاری:1993FH24) شش هزار و هفتصد و نود و ششمین سیارک کشف شده‌است که در ۲۱ مارس ۱۹۹۳ کشف شد.
قدر مطلق سیارک برابر ۱۲٫۹۰ است.